# Isuzu
Isuzu és una marca de cotxes i motors del Japó amb seu a Tòquio, el seu primer automòbil va ser produït en 1918. Avui en dia, l'empresa Isuzu Motors (japonès: いすゞ自動車株式会社, Isuzu Jidōsha Kabushiki-Kaisha) és una de les majors productores de motors dièsel. La marca es va destacar per la sobrietat dels seus propulsors dièsel. Va començar en 1893 amb la predecessora Tòquio Ishikawajima Shipbuilding & Engineering Co. Ltd. En 1922 la companyia va produir un vehicle de passatgers, el Wolseley A9 en associació amb la British Automaker Wolseley Motor Ltd.
Van passar gairebé 80 anys des que Isuzu va iniciar el seu camí cap al lideratge del mercat japonès de camions, on es troba actualment, i al mateix temps, marcant la seva posició com una força innovadora en la indústria automotriu mundial. La companyia fabrica actualment uns 60 tipus de motors dièsel diferents per a una àmplia gamma d'aplicacions industrials, així com per equipar vehicles des 1.000cc fins als 30.000cc dels camions i tractors pesants. Isuzu és avui una de les majors productores mundials de motors dièsel amb una producció anual de 16 milions d'unitats.